# Wannweil
Wannweil är en kommun (tyska Gemeinde) i Landkreis Reutlingen i delstaten Baden-Württemberg i Tyskland. Folkmängden uppgår till cirka 5 500 invånare, på en yta av 5,34 kvadratkilometer.

## Befolkningsutveckling
| Befolkningsutvecklingen i Wannweil 1975–2015 | Befolkningsutvecklingen i Wannweil 1975–2015 | Befolkningsutvecklingen i Wannweil 1975–2015 | Befolkningsutvecklingen i Wannweil 1975–2015 | Befolkningsutvecklingen i Wannweil 1975–2015 |
| -------------------------------------------- | -------------------------------------------- | -------------------------------------------- | -------------------------------------------- | -------------------------------------------- |
|                                              |                                              |                                              |                                              |                                              |
| År                                           |                                              |                                              | Folkmängd                                    | Areal (ha)                                   |
| 1975                                         | 1975                                         |                                              | 4 633                                        | 534                                          |
| 1980                                         | 1980                                         |                                              | 4 618                                        |                                              |
| 1985                                         | 1985                                         |                                              | 4 728                                        |                                              |
| 1990                                         | 1990                                         |                                              | 4 874                                        |                                              |
| 1995                                         | 1995                                         |                                              | 5 122                                        |                                              |
| 2000                                         | 2000                                         |                                              | 4 988                                        |                                              |
| 2005                                         | 2005                                         |                                              | 5 114                                        |                                              |
| 2010                                         | 2010                                         |                                              | 5 149                                        |                                              |
| 2015                                         | 2015                                         |                                              | 5 226                                        |                                              |
|                                              |                                              |                                              |                                              |                                              |